# 청색 레이저

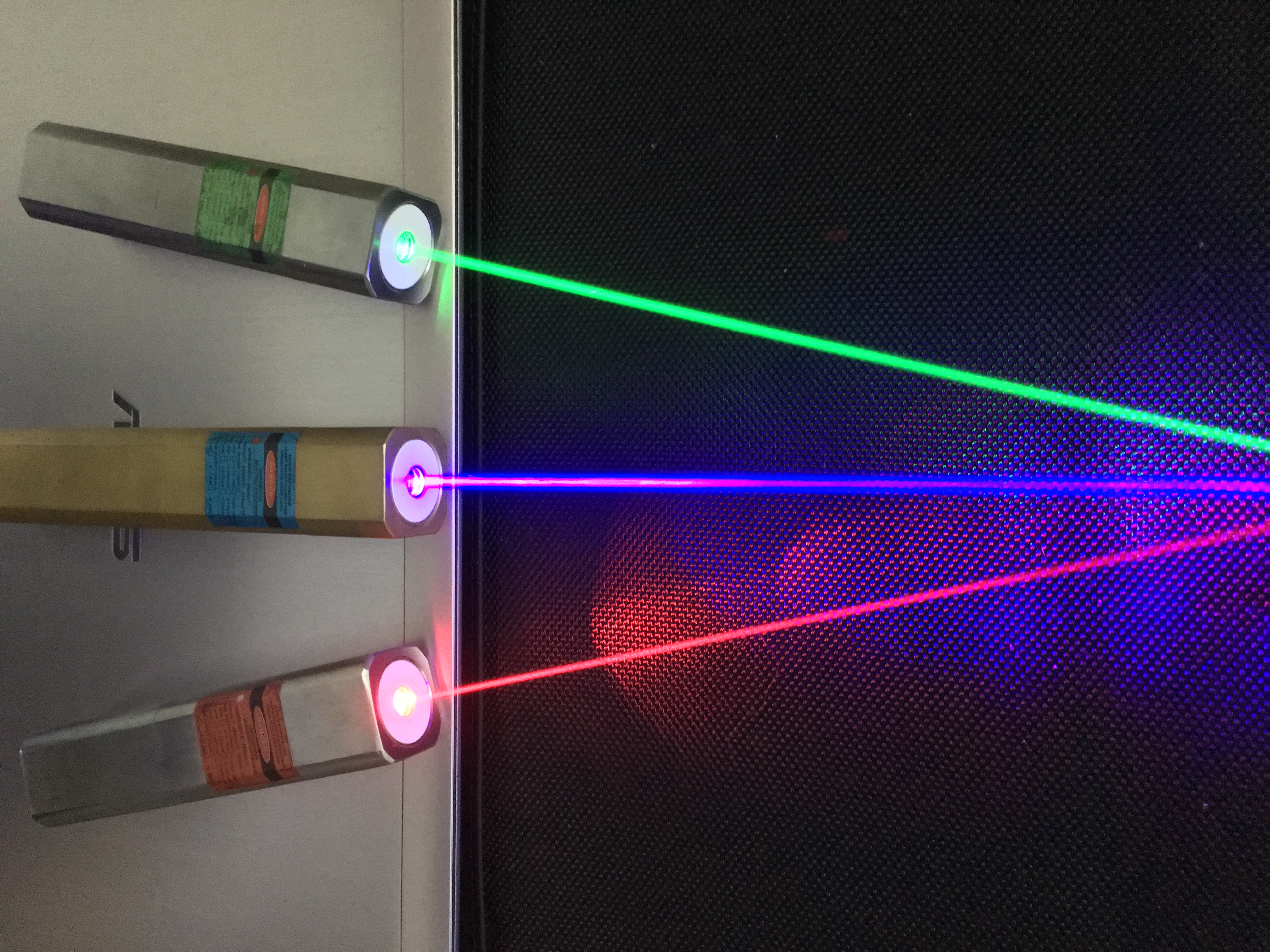
청색 레이저 (가운데)

청색 레이저(blue laser)는 현재 콤팩트 디스크와 레이저 프린터에 사용되는 기존의 적색 레이저 광선보다 파장이 더 짧은 레이저로서, 두 배에서 네 배까지 더 많은 양의 데이터를 기록, 저장하고 검색할 수 있는 청자색 반도체 레이저 광선을 사용한 기술이다.
레이어 추가를 통해 용량의 확장이 용아하다는 장점이 있어 이를 사용한 블루레이 디스크는 싱글레이어 기준으로 23~27GB를 저장할 수 있다. 또한, 한 층의 레이어를 추가할 때마다 약 25GB의 데이터를 더 저장할 수 있는데 이런 장점을 바탕으로 컴팩트 디스크와 CD-ROM에 블루 레이저 기술을 적용하면, 장치의 크기를 키우지 않고서도 저장능력을 향상시킬 수 있다. 레이저는 응집성이 있고 초점이 맞추어진 광선이다. 특수한 재질들 간의 화학적 반응으로 광자가 생성되며, 반사경을 담고 있는 튜브에 집중된 광선으로 초점이 맞추어진다. 블루 레이저 기술에서, 특수한 재질이란 갈륨(Ga) 질화물이다. 빛의 파장이 약간만 줄어들어도, 데이터를 저장하고 액세스하는 능력은 극적으로 향상되기 때문에 짧은 파장은 보다 적은 공간에 하나의 데이터를 저장할 수 있게 해준다.
현재 사용되고 있는 적색 레이저는 630nm의 파장을 갖는데 반해, 블루 레이저의 파장은 414nm이다.
일본의 니치아 화학공업이라는 작은 화학 회사의 연구원인 슈지 나까무라가 최초의 블루 레이저 다이오드를 만들었다. 그러나, 후지쯔와 제록스에서도 역시 블루 레이저 다이오드를 제작 능력 진척상황을 발표하였다. 소니를 비롯한 몇몇 회사들은 청록색 레이저를 개발하였다. 그러나, 더 짧은 파장을 갖는 블루 레이저의 발견이 보다 귀중하다. 이 분야의 기술에 진보를 거두고 있는 또다른 회사들로는 Cree Research와 휴렛패커드 등이 있다.